# The Beehive
The Beehive är ett berg i Kanada.   Det ligger i provinsen Alberta, i den centrala delen av landet, 3 000 km väster om huvudstaden Ottawa. Toppen på The Beehive är 2 270 meter över havet. The Beehive ingår i Bow Range.
Terrängen runt The Beehive är bergig åt sydväst, men åt nordost är den kuperad.Trakten runt The Beehive är nära nog obefolkad, med mindre än två invånare per kvadratkilometer.. Närmaste större samhälle är Lake Louise, 5,1 km öster om The Beehive. 
Trakten runt The Beehive består i huvudsak av gräsmarker.